# Кинологический Союз Молдовы (КСМ)
Кинологический Союз Молдовы (молд. Uniunea Chinologică din Moldova — UChM) — молдавская общественная кинологическая организация, объединяющая свыше пяти тысяч собаководов в Республике Молдова. Кинологический Союз Молдовы является единственным представителем в стране Международной Кинологической Федерации (фр. Federation Cynologique Internationale — FCI).
КСМ создан с целью развития и защиты отечественной кинологии и чистопородного собаководства в Республике Молдова. Ежегодно в Республике Молдова проводятся международные и национальные выставки собак, а также различные другие зоотехнические и кинологические мероприятия, направленные на улучшение племенного фонда собак в Молдове, повышение уровня кинологической культуры и культивирование ответственного отношения к собакам.